# Sasa mollissima
Sasa mollissima är en gräsart som beskrevs av Gen-Iti Koidzumi. Sasa mollissima ingår i släktet sasabambu, och familjen gräs. Inga underarter finns listade i Catalogue of Life.